# Tamatia tamajac
Nystalus maculatus
Espèce
Statut de conservation UICN

 LC  : Préoccupation mineure
Le Tamatia tamajac (Nystalus maculatus) est une espèce d'oiseau de la famille des Bucconidae.